# پاگانیکو سابینو
پاگانیکو سابینو (به ایتالیایی: Paganico Sabino) یک کومونه در ایتالیا است که در استان ریتی واقع شده‌است.

## خصوصیات
پاگانیکو سابینو ۹٫۲ کیلومترمربع مساحت و ۱۹۶ نفر جمعیت دارد و ۷۲۰ متر بالاتر از سطح دریا واقع شده‌است.